# Thân vương quốc Antioch
Thân vương quốc Antioch (tiếng La Tinh: Principatus Antiochenus) là một trong số các nhà nước của thập tự quân trong Cuộc Thập Tự chinh thứ nhất, bao gồm một số phần lãnh thổ của Thổ Nhĩ Kỳ và Syria ngày nay. Thân vương quốc nhỏ hơn nhiều so với Bá quốc Edessa lẫn Vương quốc Jerusalem kế bên. Thân vương quốc này mở rộng xung quanh rìa Tây Bắc giáp Địa Trung Hải, tiếp giáp biên giới với Bá quốc Tripoli ở phía Nam, Edessa ở phía Đông, và Đế quốc Byzantine hoặc Vương quốc Kilikia ở phía Tây Bắc, tùy theo thời điểm.
Thân vương quốc có dân số xấp xỉ 20.000 người vào thế kỉ thứ XII, đa phần là người Armenia và người Hy Lạp theo Chính thống giáo, cộng thêm một số ít người Hồi giáo ở ngoại vi thành phố. Đa số thập tự quân định cư ở đây có gốc gác là người Norman, nhất là từ Vương quốc Sicilia ở phía Nam Bán đảo Ý, cũng chính là những người cai trị đầu tiên của Thân vương quốc này, những người mà đã tự bổ nhiệm vây cánh bằng chính tâm phúc của họ. Ít có cư dân nào ngoài Thập tự quân theo Công giáo La Mã, mặc dù vậy thành phố lại được chuyển thành Tòa Thượng Phụ La-tinh, được thành lập vào năm 1100. Tòa thượng phụ này sẽ tồn tại với tư cách là tòa thượng phụ sau các cuộc Thập tự chinh, cho đến khi nó bị bãi bỏ vào năm 1964.

## Lịch sử

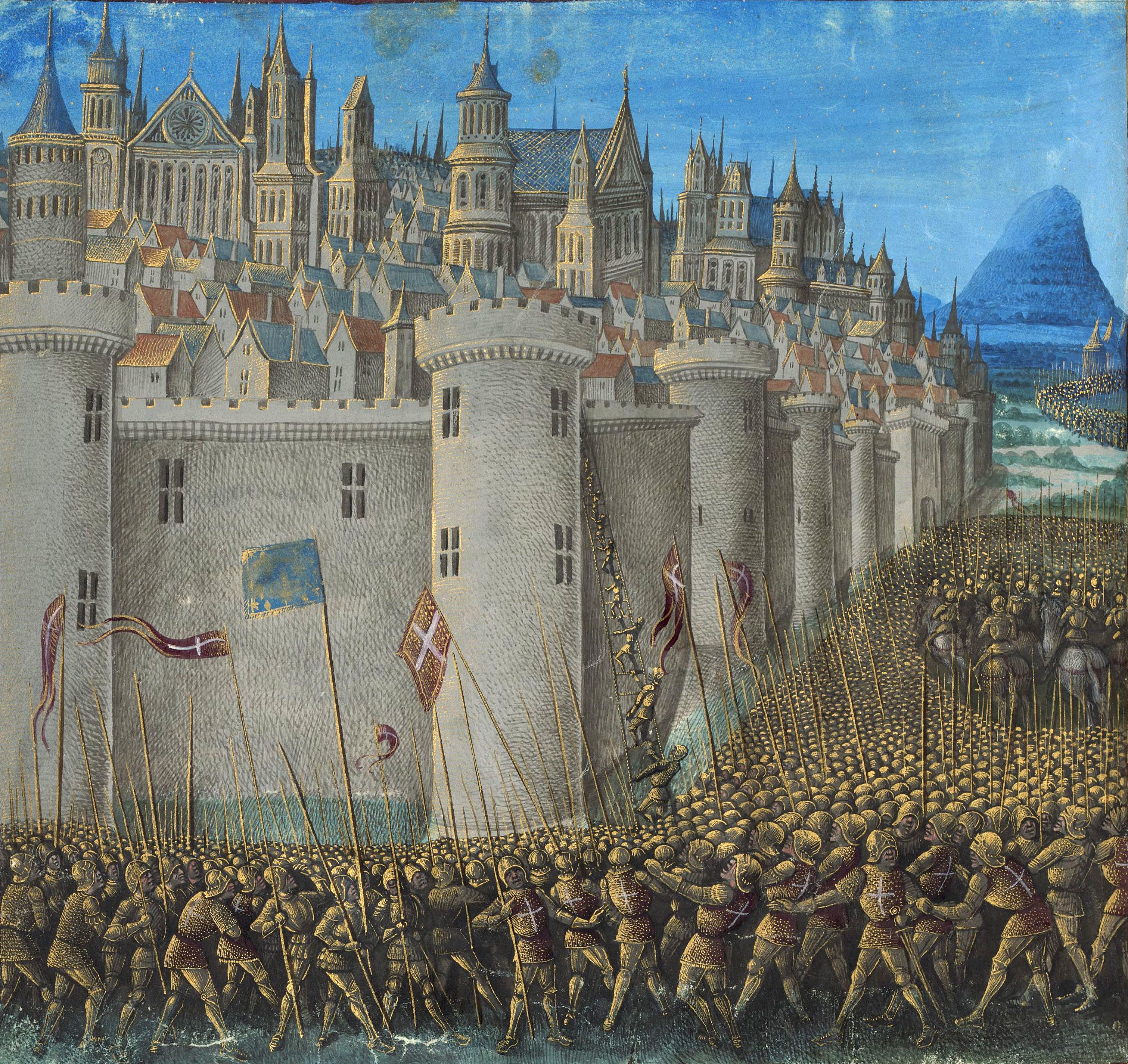
Vây hãm Antioch, từ một bức tranh thu nhỏ thời trung cổ.

Thành phố Antioch từng là một thành trì lớn của Byzantine trong khu vực dưới sự kiểm soát của một doux (công tước) trước khi rơi vào tay Seljuk Turk vào năm 1084. Do đó, đây là một trong những thành phố mà quân đội của cuộc Thập tự chinh đầu tiên hướng đến trên đường đến Jerusalem. Trong khi Baldwin xứ Boulogne tiến về phía Đông từ Tiểu Á để thành lập Bá quốc Edessa, đội quân chính của cuộc Thập tự chinh lần thứ nhất tiếp tục tiến về phía Nam để bao vây Antioch vào cuối tháng 10 năm 1097. Đoàn quân bao gồm nhiều thủ lĩnh khác nhau đã thề trả lại tất cả lãnh thổ thuộc về Đế quốc Byzantine, trong đoàn quân này cũng có một đội quân Byzantine dưới sự chỉ huy của tướng quân Tatikios. Với hơn bốn trăm tòa tháp, hệ thống phòng thủ của thành phố rất đáng gờm. Cuộc bao vây kéo dài suốt mùa đông, với nhiều tổn thất trong lực lượng Thập tự chinh, những người thường bị buộc phải ăn thịt ngựa của họ, hoặc, như truyền thuyết kể lại, thi thể của tất cả những người theo đạo Cơ đốc không sống sót. Đã có một số nỗ lực của các thủ lĩnh Thổ Nhĩ Kỳ lân cận để giải vây cho thành phố, nhưng những người này đã bị đánh trả, chẳng hạn như trong Trận hồ Antioch dưới sự lãnh đạo quân sự của Bohemond xứ Taranto.
Vào tháng 5 năm 1098, một lực lượng giải vây khác dưới quyền Kerbogha xứ Mosul đã tiếp cận thành phố và do đó, quân thập tự chinh phải thực hiện những hành động nhanh chống hơn nữa để chiếm được Antioch. Bohemond đã thuyết phục được một người lính gác ở một trong những tòa tháp, một người Armenia và từng theo đạo Cơ đốc tên là Firouz, để quân Thập tự chinh tiến vào thành phố vào ngày 2 tháng 6 năm 1098. Chỉ bốn ngày sau, một đội quân Hồi giáo từ Mosul, do Kerbogha chỉ huy, đã đến để bao vây quân Thập tự chinh. Alexios I Komnenos, Hoàng đế Byzantine, đang trên đường đến hỗ trợ quân Thập tự chinh; nhưng khi nghe tin rằng thành phố đã rơi vào tay người Hồi giáo, Alexios đã quay trở lại.
Thập tự quân đã đứng vững trước cuộc bao vây, với sự giúp đỡ của một nhà thần bí tên là Peter Bartholomew. Peter tuyên bố rằng ông đã được Thánh Andrew đến thăm, người đã nói với ông rằng Holy Lance (Mũi giáo Thánh), là đầu cây thương đã đâm vào sườn của Chúa Kitô khi ngài bị đóng đinh trên thập tự giá, nằm trong thành phố. Các cuộc khai quật đã diễn ra trong nhà thờ St. Peter và cây thương được chính Peter phát hiện. Mặc dù có thể chính Peter đã dấu nó ở đó (Adhemar xứ Le Puy, đại diện hợp pháp của Giáo hoàng đã nghi ngờ điều này), nhưng nó đã nâng cao tinh thần của quân Thập tự chinh cũng như của người Armenia và Hy Lạp địa phương. Với thánh tích đứng đầu quân đội, Bohemond hành quân ra ngoài để gặp lực lượng Hồi giáo đang bao vây, lực lượng này đã bị đánh bại trong trận Antioch. Theo Thập tự quân, một đội quân gồm các vị thánh đã xuất hiện để giúp đỡ họ trên chiến trường.
Sau chiến thắng này, một cuộc tranh cãi kéo dài về việc ai sẽ kiểm soát thành phố đã diễn ra. Bohemond tuyên bố rằng lời thề với Alexios đã bị vô hiệu do Alexios không mang quân và lương thực đến viện trợ cho thập tự quân. Ông đã bị Bá tước Raymond xứ Toulouse chống lại, người cho rằng thành phố nên được trả lại cho Alexios và người sau này đã thành lập Bá quốc Tripoli. Bohemond và những người theo người Norman gốc Ý của ông cuối cùng đã chiến thắng, đặc biệt là nhờ cái chết của Adhemar xứ Le Puy, người từng là thủ lĩnh tinh thần của cuộc thập tự chinh và đã quyết tâm hợp tác với người Byzantine.  Bohemond đã là Thân vương (lãnh chúa đồng minh) của Taranto ở Ý. Ông ấy mong muốn tiếp tục độc lập như vậy trong lãnh địa mới của mình, vì vậy ông ấy đã không cố gắng nhận tước hiệu Công tước từ Hoàng đế Byzantine, cũng như bất kỳ tước hiệu nào khác có nghĩa vụ phong kiến áp đặt.